# Usina Termelétrica de Cuiabá
A Usina Termelétrica de Cuiabá é a primeira usina termelétrica em operação em Mato Grosso, inaugurada em 2002 pela Pantanal Energia, então subsidiaria integral da Enron no Brasil, ganhadora da licitação aberta pela Eletronorte, atualmente de controle da Âmbar Energia.
Iniciada em 12 de fevereiro de 1997 a obra teve todas as suas fases concluídas em três anos. Na primeira fase, a usina começou a operar com uma turbina movida a óleo diesel, com capacidade de produção de 150 megawatts (MW) de energia. Só no fim de 1999, a unidade ampliou sua capacidade de produção para 300 MW, quando o diesel foi substituído pelo gás natural na alimentação das turbinas. A previsão é que nesta época chegaria em Cuiabá em um ramal do Gasoduto Bolivia-Mato Grosso.
A usina atualmente tem capacidade de produção de 480 megawatts (MW) e sua capacidade instalada em 529 megawatts, atendendo 47% da demanda por energia em Mato Grosso. Em 2011 foi arrendada pela Petrobras. 

## Controle
Em 12 de setembro de 2011, a Petrobras e a Pantanal Energia assumiu o controle da Termoelétrica após 4 anos paralisada, dentro desse acordo a usina receberá em princípio 2,2 milhões de m³/dia de gás natural. Em 2015 a usina foi vendida a J&F Investimentos, sendo a Âmbar Energia controladora da termelétrica.